# گرهارد پلانکنشتاینر
گرهارد پلانکنشتاینر (انگلیسی: Gerhard Plankensteiner؛ زادهٔ ۸ آوریل ۱۹۷۱) لژسوار اهل ایتالیا است.